# New York Magic
New York Magic - F.A. Euro ist ein amerikanischer Fußballverein aus New York. Er ist besonders im Frauenfußball aktiv, die erste Frauenmannschaft spielt in der Northeastern Conference der W-League, der zweithöchsten Spielklasse der United Soccer Leagues. Der Verein gehört dem ehemaligen italienischen Fußballprofi Nino DePasquali, der zugleich Trainer der ersten Mannschaft ist, sowie Lyndelle T. Phillips, die zugleich das Amt der Präsidentin bekleidet.